# Ins Holz
Ins Holz ist ein Schweizer Kurzfilm von Corina Schwingruber Ilić und Thomas Horat aus dem Jahr 2017. Er zeigt, wie auf traditionelle Art im steilen Bergwald Bäume gefällt und anschliessend auf dem Ägerisee geflösst werden.

## Handlung
An den steilen Hängen der Berge ob dem Ägerisee in der Zentralschweiz wird jeden Winter während dreier Monate Holz geschlagen. Die Stämme werden dann zum Ufer des Sees gebracht und von dort als Flosse weiter transportiert. Die Holzfäller folgen damit einer alten Tradition, die sich bis heute gehalten hat und auf die sie stolz sind.

## Produktion
Der Film wurde während 15 Monaten unter teilweise sehr schwierigen Umweltbedingungen realisiert. Deshalb musste auch mit minimalem Kamera-Equipment gearbeitet werden. Kameramann Luzius Wespe: «So konnte ich mit der einen Hand die Kamera führen, mit der anderen musste ich mich irgendwo festhalten.»
Die Welturaufführung war 2017 beim Festival International du Court Métrage à Clermont-Ferrand.

## Rezeption
Der Film erhielt aus der Fachwelt der Förster viel Aufmerksamkeit, vor allem auch in Kanada und Skandinavien.

## Auszeichnungen und Festivals
Der Film wurde seit 2017 weltweit an über 50 Festivals gezeigt und vielfach ausgezeichnet.
Auszeichnungen:
- 2019 Innerschweizer Filmpreis
- 2018 Nomination Schweizer Filmpreis
- 2018 Vimeo Staff Pick Award[2]
- 2018 Best Documentary Shortfilm Festival Internacional de Cine de Lanzarote
- 2018 Honorable Mention Minimalen Kortfilmfestival, Trondheim
- 2018 Special Jury Mention Promofest Short of the Year, Madrid
- 2017 Premio del Pubblico Corto e Fieno Rural Film Festival
- 2017 Best Documentary Shortfilm La Guarimba International Film Festival
- 2017 Best Documentary Shortfilm International Short Film Festival – Short to the Point, Romania
- 2017 Special Mention Alternative 25
- 2017 Best Non Fiction Shortfilm Flensburger Kurzfilmtage
- 2017 Premio Mejor Cortometraje Documental Soria International Short Film Festival
- 2017 Premio uno de los nuestros Soria International Short Film Festival
- 2017 The Rock Award 15th Asiana International Short Film Festival Seoul, KR
- 2017 Silver Screen Award Nevada International Film Festival
- 2017 Silver Award Oregon Film Awards
- 2017 Special Mention Sharm Film Festival, Sharm El-Sheik